# Eleccions municipals de 2019 a Castellvell del Camp
Les eleccions municipals de 2019 a Castellvell del Camp van ser unes eleccions locals que es van celebrar el diumenge 26 de maig de 2019 a Castellvell del Camp, al Baix Camp, com a part de les eleccions municipals espanyoles. Es van triar els 11 regidors de l'Ajuntament de Castellvell del Camp.

## Sistema electoral
Les eleccions als ajuntaments de l'Estat espanyol estan fixades per celebrar-se el quart diumenge de maig cada quatre anys. El sistema electoral fa servir la regla D'Hondt amb representació proporcional, llistes tancades i una barrera electoral del 5% dels vots vàlids, que inclou els vots en blanc. La votació per a l'assemblea local es basa en el sufragi universal.
En les eleccions municipals, la circumscripció electoral és en l'àmbit municipal i el nombre d'escons (o sigui, regidors) a triar del municipi es determina en funció del nombre d'habitants censats en aquest municipi. En el cas de Castellvell del Camp, en tenir 2.215 persones censades, l'hi correspon 11 regidors.

## Candidatures
El 30 d'abril del mateix any, la Junta Electoral de Zona de Reus va proclamar les sis candidatures del municipi de Castellvell del Camp en el Butlletí Oficial de la Província de Tarragona.
1. Junts per Castellvell (JUNTS)
2. Esquerra Republicana de Catalunya-Acord Municipal (ERC-AM)
3. Ara Castellvell (A)
4. Partit dels Socialistes de Catalunya-Candidatura de Progrés (PSC-CP)
5. Partit Popular (PP)
6. Transparencia Solidaria (TS)

## Jornada electoral

### Constitució de les meses
En aquell moment, Castellvell del Camp tenia una població de 2.868 habitants, dels quals 2.215 persones van ser cridades a votar a una de les urnes de les 3 meses que es van constituir al municipi.

### Participació
La participació en aquestes eleccions va ser de 71,8%, el qual cosa implica que un total de 1.591 ciutadans del municipi van decidir exercir el seu dret a vot. Comparant aquesta participació amb la mitjana catalana, Castellvell del Camp ha registrat una xifra més alta, situant-se en 7,0 punts percentuals per sobre.
A continuació, es presenta una taula amb els percentatges de participació registrats a diferents hores del dia de les eleccions:
| Hores              | Castellvell del Camp |
| ------------------ | -------------------- |
| Participació (14h) | 41,5% ( 9,3%)        |
| Participació (18h) | 55,6% ( 10,8%)       |
| Participació (20h) | 71,8% ( 10,9%)       |